# Berkeley B65
Der Berkeley B65 ist ein Mini-Sportwagen, den der britische Hersteller Berkeley Cars von September 1960 bis Dezember 1960 baute.
Der B65 sollte 1960 den Modellen T60 und B95/B105 zur Seite gestellt werden. Er erhielt die dreiteilige GFK-Karosserie des B90, die für die Aufnahme des Dreizylinder-Zweitaktmotors gedacht war, wurde aber mit dem Zweizylindermotor von Excelsior mit 328 cm³ Hubraum (Bohrung × Hub = 58 mm × 62 mm) bestückt. Der Motor leistete 18 bhp (13,2 kW) bei 5000/min., wie beim Vorgänger.
In den vier Monaten der Produktion entstanden weniger als 20 Exemplare.